# BFC Viktoria 1889
Der BFC Viktoria 1889 e. V. (kurz für Berliner Fußball-Club Viktoria 1889 e. V.) war ein Sportverein aus dem Berliner Stadtteil Tempelhof mit den Sportarten Fußball und Cricket. Die Fußballabteilung des Vereins wurde zweimal Deutscher Meister und zweimal Vizemeister. Zuletzt spielte die Fußballmannschaft in der fünftklassigen Oberliga Nordost Staffel Nord. Der Verein wurde am 30. Juni 2013 durch die Verschmelzung mit dem LFC Berlin zum FC Viktoria 1889 Berlin aufgelöst.
Daneben spielte die erste Herrenmannschaft in der Cricket-Bundesliga. Viktoria stellte ebenfalls den ersten deutschen Damencricket-Meister (im September 2006 mit einer U17-Mannschaft im Endspiel gegen den Schweriner BBCCC).

## Namenshistorie
- 6. Juni 1889: Gründung als FC Viktoria
- 1890: Vereinigung zum Berliner Thorball- und Fußball-Club Viktoria von 1889 (BTuFC Viktoria 89)
- 19. August 1933: Umbenennung in Berliner FC Viktoria 89 Berlin
- 10. März 1938: Neue Umbenennung in BFC Viktoria 89 Berlin
- 1944: Bildung der KSG Lufthansa/Viktoria 89 Berlin
- 1945: Auflösung des Vereins, Gründung der Sportgruppe Tempelhof
- 12. Juli 1947: Wiederzulassung als Berliner FC Viktoria 1889
- 1. Juli 2013: Fusion mit dem LFC Berlin zum FC Viktoria 1889 Berlin

## Abteilung Fußball

### Geschichte

#### 1889–1902: Gründung und erste Erfolge in Berlin
Schüler der 101. Gemeindeschule gründeten einen Cricketclub, zum ersten Kapitän wurde Herrmann Obst gewählt. Dieser Club vereinigte sich 1890 mit dem am 6. Juni 1889 durch Otto Baudach, Franz Baudach, Paul Heyne, Karl Hesse und Paul Hochstein gegründeten FC Viktoria zum BTuFC Viktoria. Dies war einer der ersten Fußballvereine in der deutschen Hauptstadt. Thorball war die damals im Deutschen übliche Bezeichnung für Cricket. Durch Bildungsreisen nach Prag, Wien und sogar England lernten die Spieler unterschiedliche Spielsysteme kennen und wurden dadurch die führende Fußballmannschaft in Berlin. Sie gewannen fünf Berliner Meisterschaften in Folge zwischen 1893 und 1897 im Deutschen Fußball- und Cricketbund (DFuCB; der zu dieser Zeit führende Fußballverband in Berlin); der größte Konkurrent BFC Germania 1888 wurde nur viermal hinter Viktoria Zweiter. Im Jahre 1894 war Viktoria Zeitungsberichten zufolge der erste Verein, dem es gelang, den Dresden English Football Club zu besiegen.
Im Jahr 1894 plante der DFuCB eine Endrunde um die Verbandsmeisterschaft, an der auch zwei auswärtige Mitgliedsvereine teilnehmen sollten. Der DFV 1878 aus Hannover sagte jedoch ab mit der Begründung, er spiele nur Rugby Football, eine Sportart, aus der der heutige Association Football (also Fußball) entstanden ist. Damals spielten die meisten „Fußballklubs“ vornehmlich den beliebteren und besser etablierten Rugby Football. Als Gegner von Viktoria Berlin blieb somit der 1. FC Hanau 1893, doch kam auch dieses Endspiel nicht zu Stande. Es sollte in Berlin stattfinden, doch Hanau 93 wollte zu Hause antreten, konnte wohl auch aus finanziellen Gründen nicht anreisen, und das Spiel wurde abgesetzt. Viktoria war damit, rückblickend und sozusagen, erster gesamtdeutscher Meister. Am 28. Juli 2007 gewann Viktoria Berlin in einer symbolischen Neuaustragung der Meisterschaft nach Hin- (3:0) und Rückspiel (1:1) auch sportlich den Titel.
Mit der Gründung des Verbands Deutscher Ballspielvereine (VDB; ab 1902 Verband Berliner Ballspielvereine – VBB) im Jahr 1897 wurde der DFuCB für viele Teams unattraktiv. Viktoria trat daher ab der Saison 1898/1899 im VDB an. Hier gehörte der Verein ebenfalls zur Spitzengruppe. Aufgrund der stärkeren Konkurrenz (z. B. in Form des BTuFC Britannia 92 oder des BFC Preussen) gewannen die Tempelhofer erst 1902 wieder die Berliner Meisterschaft.

#### 1902–1913: Spitze in Deutschland

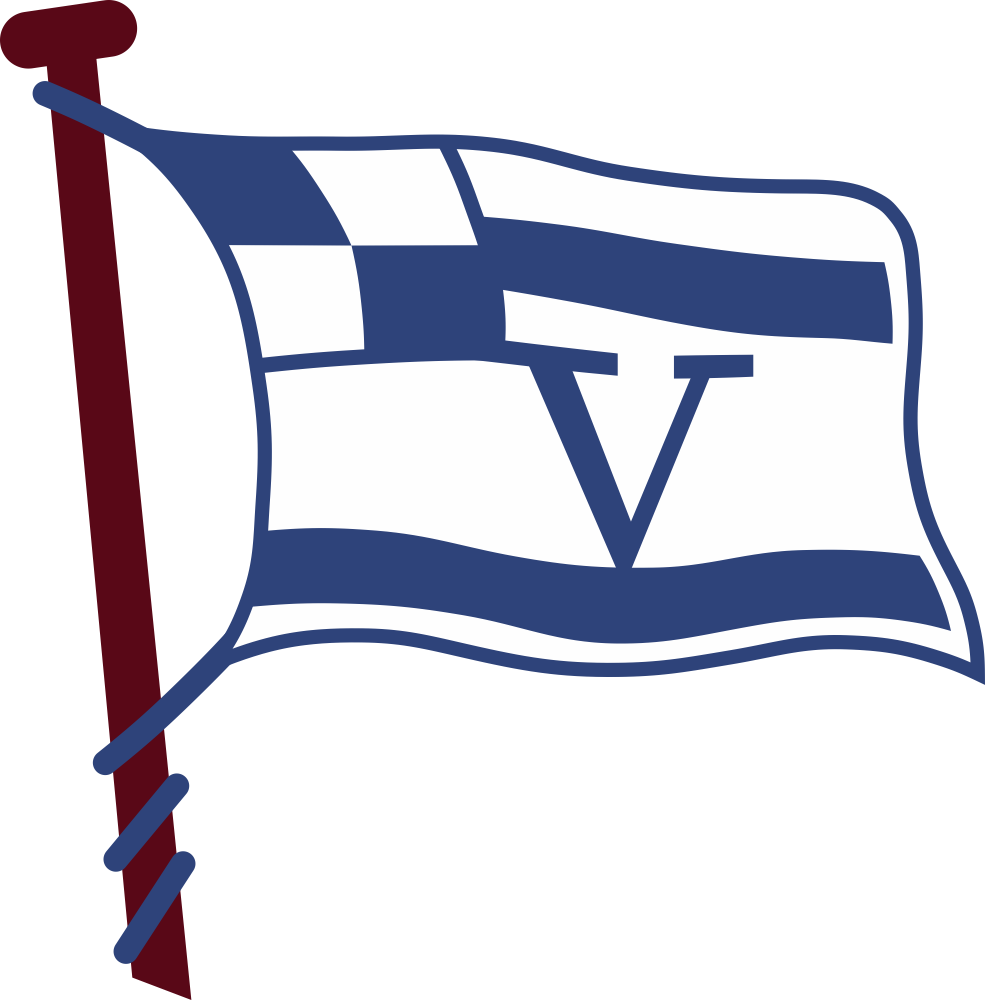
Historisches Logo

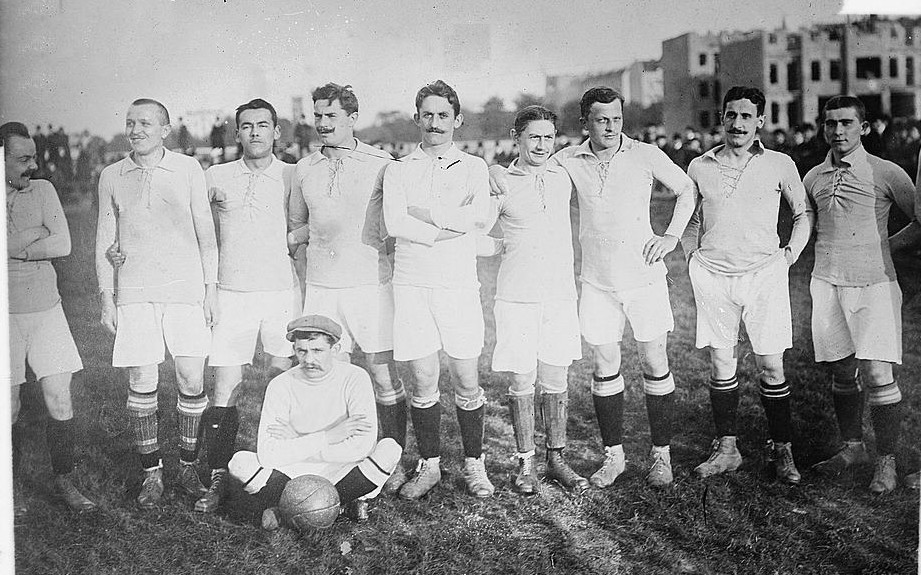
Die Spieler des BFC Viktoria, ca. 1912

Nach Gründung des Deutschen Fußball-Bundes im Jahr 1900 wurde 1903 erstmals die deutsche Meisterschaftsendrunde ausgetragen, zu der auch die Meister des VBB antreten durften. In den folgenden Jahren bis 1912 war der VBB im Deutschen Reich sportlich tonangebend und es erreichten sechs Berliner Vereine das Finale, wobei besonders Viktoria Erfolge feiern konnte. In Berlin gewann das Team zwischen 1907 und 1913 fünfmal die Berliner Meisterschaft und wurde zweimal Zweiter. Außerdem konnte der Berliner Pokalwettbewerb zwischen 1907 und 1909 dreimal in Folge gewonnen werden.
Bei ihrer ersten Endrundenteilnahme 1906/07 wurde die Mannschaft nach Siegen gegen den SC Schlesien Breslau und Victoria Hamburg Vizemeister. Im Finale verlor der hohe Favorit aus Berlin gegen den als schlechter eingestuften Freiburger FC mit 1:3. In der Folgesaison gewannen sie schließlich nach Siegen gegen den VfB Königsberg und Wacker Leipzig das Finale in Berlin (auf dem Platz des Rivalen BFC Germania 1888) mit 3:1 gegen die Stuttgarter Kickers. In der Saison 1908/09 erreichte Viktoria gegen den VfB Königsberg und Altona 93 zum dritten Mal in Folge das Finale und verlor diesmal gegen Phönix Karlsruhe mit 2:4. In der Spielzeit 1910/11 erreichte Viktoria gegen SC Lituania Tilsit und den FV Holstein Kiel letztmals das Meisterschaftsfinale und gewann dieses mit 3:1 gegen den damaligen Rekordmeister VfB Leipzig.

#### 1913–1945: „Fahrstuhl-“ und Erfolgsjahre

Ehemaliges Logo des BFC Viktoria

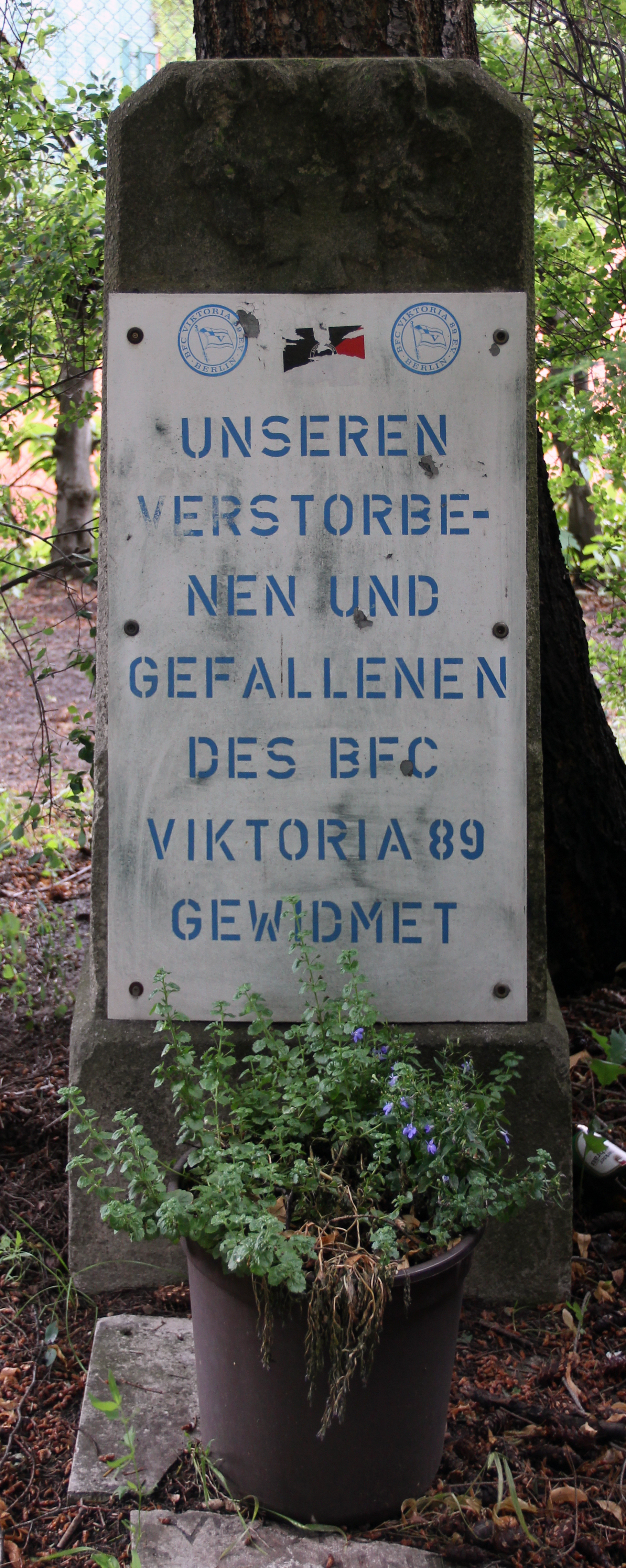
Gedenkstein auf dem Sportplatz, Bosestraße 21, in Berlin-Tempelhof

Mit dem Beginn des Ersten Weltkriegs wurde Fußball zur Nebensache. Darunter litten sowohl der Spielbetrieb als auch die Vereine, die ihre Spieler zum Militärdienst abtreten mussten. So konnte Viktoria nicht mehr konstant gute Leistungen bringen, wurde aber trotzdem 1916 und 1919 Berliner Meister. 1920 folgte der erstmalige Abstieg. Zwar gelang sofort der Wiederaufstieg, doch 1924 musste der Verein wieder eine Klasse tiefer.
Im Jahr 1926 stieg Viktoria 89 wieder in die erste Klasse auf. Danach gelang es den Spielern auf Anhieb, sich in der Spitzengruppe zu etablieren. Zweimal, 1926 und 1927, konnte sogar der Berliner Pokal gewonnen werden, und nachdem man in der Ligastaffel dreimal Dritter sowie dreimal Zweiter geworden war, gelang der Mannschaft 1933 der Staffelsieg. In den Entscheidungsspielen um die Berliner Meisterschaft war allerdings Hertha BSC zu stark. Erst in der Folgesaison konnte Viktoria in der neu eingeführten eingleisigen Gauliga Berlin-Brandenburg Meister werden. In der sich anschließenden Endrunde zur deutschen Meisterschaft erreichten die Berliner das Halbfinale. Dort war aber der 1. FC Nürnberg zu stark.
Jedoch folgte nach diesem Erfolg ein rasanter Absturz der Mannschaft, welcher 1938 im Abstieg aus der Gauliga mündete. Nur noch einmal, in der Spielzeit 1939/40, war Viktoria vor dem Ende des Zweiten Weltkriegs als eigenständiger Verein in der obersten Spielklasse vertreten. 1944 bildete die Viktoria eine Kriegsspielgemeinschaft mit der Lufthansa SG Berlin und trat bis Kriegsende unter der Bezeichnung KSG Lufthansa/Viktoria 89 Berlin in der Gauliga an. Zum Zeitpunkt der Einstellung des Spielbetriebes belegte die KSG Lufthansa/Viktoria den letzten Platz.

#### 1945–1967: Überraschungserfolge und Absturz
| Saison  | Liga                | Platz |
| ------- | ------------------- | ----- |
| 1950/51 | Vertragsliga Berlin | 07.   |
| 1951/52 | Vertragsliga Berlin | 03.   |
| 1952/53 | Vertragsliga Berlin | 04.   |
| 1953/54 | Vertragsliga Berlin | 07.   |
| 1954/55 | Vertragsliga Berlin | 01.   |
| 1955/56 | Vertragsliga Berlin | 01.   |
| 1956/57 | Vertragsliga Berlin | 04.   |
| 1957/58 | Vertragsliga Berlin | 02.   |
| 1958/59 | Vertragsliga Berlin | 04.   |

Nach dem Ende des Krieges wurden zunächst alle Fußballvereine aufgelöst. Fußball durfte nur noch in kommunalen Sportgruppen (SG) betrieben werden. Die ehemaligen Viktoria-Spieler fanden sich überwiegend in der SG Tempelhof zusammen, bis 1947 wieder die alte Bezeichnung verwendet werden durfte. Der Erfolg stellte sich zunächst nicht ein; kurzzeitig musste Viktoria 1947 sogar aus der neuen Berliner Stadtliga absteigen, kehrte aber umgehend zurück in die höchste Spielklasse. Umso überraschender gewann der Verein 1955 und 1956 die West-Berliner Meisterschaft (sowie den West-Berliner Pokal 1953) und qualifizierte sich für die Meisterschaftsendrunde. Doch sowohl in der Endrunde 1954/55 als auch 1955/56 war Viktoria 89 in den Vorrundengruppen chancenlos. So gab es in insgesamt 12 Endrundenspielen 10 Niederlagen und nur 2 Unentschieden (u. a. spielte man gegen den Hamburger SV und Borussia Dortmund).
Danach spielte Viktoria im Mittelfeld der Stadtliga mit, jedoch machten sich finanzielle Schwierigkeiten bemerkbar. Viktoria versuchte diese u. a. durch ein Freundschaftsspiel gegen Real Madrid zu bekämpfen, bei dem am 16. August 1960 30.000 Zuschauer im Berliner Olympiastadion eine aus Viktoria- und Hertha-Spielern zusammengestellte Berliner Auswahl gegen Stars wie Ferenc Puskás oder Alfredo Di Stéfano erleben konnten (das Berliner Team verlor 0:1). 1963 verpassten die Viktorianer die Qualifikation für die neu geschaffene Bundesliga (neben Hertha und Tasmania hatte sich der Verein um einen Platz beworben). Platz 9 (von 10 teilnehmenden Mannschaften) reichte im selben Jahr nach drei Relegationsspielen gegen die Reinickendorfer Füchse auch nicht für die Eingliederung in die neue zweithöchste Spielklasse unter der Bundesliga, die Berliner Regionalliga. In der Saison 1963/64 gelang schließlich der Aufstieg in die Berliner Regionalliga, jedoch stieg man bereits in der Saison 1965/66 als Tabellenletzter wieder ab und nach einem darauf folgenden Abstieg aus der Berliner Amateurliga 1966/67 fand sich der Verein 1967 schließlich in der vierten Liga wieder.

#### 1967–2010: Amateurdasein und nachgeholte Meisterschaft
Bis 1977 mussten sich die Tempelhofer gedulden, ehe ihr Verein wieder positive sportliche Schlagzeilen schrieb. In diesem Jahr stieg die Mannschaft in die damals drittklassige Berliner Oberliga auf. In der Folgezeit konnte Viktoria sich im oberen Mittelfeld der Liga etablieren (1977/78 Platz 5, 1979/80 und 1980/81 Platz 6). Dem folgte 1983 jedoch der Abstieg in die Landesliga und darauf folgend auch noch der Abstieg in die Bezirksliga. In der Landesliga spielte man auch zwischen 1988 und 1990 noch einmal, bevor es danach wieder eine Stufe tiefer ging.
Nach 1990 hatte der Verein auch unter den Auswirkungen der Ligareformen zu leiden, welche durch die Eingliederungen der ehemaligen DDR-Fußballvereine nötig geworden waren, und war kurzzeitig nur noch sechstklassig. Danach ging es schrittweise wieder bergauf: Zwischen 1998 und 2002 sowie ab 2006 war Viktoria in der Verbandsliga Berlin – der höchsten Berliner Fußballliga (seit 2008 Berlin-Liga) – vertreten.
Im Sommer 2007 machte Viktoria überregional von sich reden, als das 1894 nicht ausgetragene Meisterschaftsendspiel gegen den FC Hanau 93 symbolisch nachgeholt wurde. Dazu traten beide Teams in Hin- und Rückspielen gegeneinander an. Nach einem 3:0 für Viktoria in Hanau reichte dem BFC zuhause im Friedrich-Ebert-Stadion ein 1:1, um die „Meisterschaft“ zu erringen.

#### 2010–2013: Rückkehr in den überregionalen Fußball
Zu Beginn der Saison 2010/11 übernahm der ehemalige Bundesligaspieler Thomas Herbst den Trainerposten bei den Berlinern. Unter ihm wurde Viktoria mit 19 Punkten Vorsprung vor Vizemeister VSG Altglienicke souverän Berliner Meister und stieg somit in die inzwischen fünftklassige Oberliga Nordost (Staffel Nord) auf. Dort erreichte die Mannschaft im ersten Jahr einen sicheren Mittelfeldplatz. In der Saison 2012/13 konnte Viktoria bereits am vorletzten Spieltag die Oberliga-Meisterschaft für sich entscheiden und sich so für die Regionalliga Nordost qualifizieren.
Im März 2013 wurde bekannt gegeben, dass zur Spielzeit 2013/14 eine Fusion mit dem LFC Berlin geplant ist. Der neue Verein würde unter dem Namen FC Viktoria 1889 Berlin antreten, die bisherigen Spielstätten beider Vereine beibehalten und sich auch weiter auf deren Erfolge beziehen. Ziel der Fusion ist die Schaffung eines Großvereins, der hinter Hertha BSC und dem 1. FC Union Berlin zur Nummer drei im Berliner Fußball avancieren soll. Im Mai stimmten die Mitglieder beider Vereine jeweils der Fusion zu.

### Spielstätten
Nach der Vereinsgründung spielte Viktoria 89 zunächst wie mehrere andere Berliner Fußballklubs auch auf dem Tempelhofer Feld. 1905 wurde der vereinseigene Viktoria-Platz an der Eisenacher Straße in Berlin-Mariendorf fertiggestellt, der bis 1945 die Heimstätte der Fußballer von Viktoria 89 blieb. Gelegentlich wurde das Preussen-Stadion genutzt. Ab der Wiedergründung des Klubs im Jahre 1947 spielte die Erste Mannschaft von Viktoria 89 im Friedrich-Ebert-Stadion in Tempelhof.

#### Sportliche Erfolge
- Deutsche Fußballmeisterschaft
  - Meister: 1908, 1911
  - Vizemeister: 1907, 1909
- Deutscher Fußballpokal
  - Viertelfinale: 1953/54
- Oberliga Nordost (Staffel Nord)
  - Meister: 2013
- Berliner Fußballmeisterschaft
  - Meister: 1902, 1907, 1908, 1909, 1911, 1913, 1916, 1919, 1934, 1955, 1956, 2011
  - Vize-Meister: 1899, 1900, 1901, 1903, 1904, 1910, 1912, 1933, 1935, 1958, 2010
  - Dritter: 1905, 1906, 1917, 1928, 1952
- Berliner Fußballpokal
  - Sieger: 1907, 1908, 1909, 1926, 1927, 1953
  - Finalist: 1929, 1946
- Bundesmeisterschaft des Deutschen Fußball- und Cricket Bundes
  - Meister: 1893, 1894, 1895, 1896, 1897
  - Vizemeister: 1892, 1898

### Nationalspieler
- Otto Dumke (1911: 2 Spiele, 3 Tore)
- Paul Fischer (1908: 1 Spiel, 0 Tore)
- Paul Hunder (1909–1911: 8 Spiele, 0 Tore)
- Willi Knesebeck (1911–1912: 2 Spiele, 0 Tore)
- Paul Kugler (1911–1913: 2 Spiele, 0 Tore)
- Arthur Marohn (1921: 1 Spiel, 0 Tore)
- Helmut Röpnack (1909–1913: 10 Spiele, 0 Tore)
- Karl Schulz (1923: 1 Spiel, 0 Tore)
- Karl Tewes (1909–1912: 6 Spiele, 0 Tore)
- Willi Worpitzky (1909–1912: 9 Spiele, 5 Tore)

Darüber hinaus waren die drei Viktoria-Spieler Paul Kralle, Wünsch und Baudach an den sogenannten Ur-Länderspielen beteiligt.

### Statistik
| Saison  | Spielklasse | Liga                                             | Position | Spiele | S  | U  | N  | Tore   | Differenz | Punkte | Pokal (Berlin)                                  | Bemerkungen |
| ------- | ----------- | ------------------------------------------------ | -------- | ------ | -- | -- | -- | ------ | --------- | ------ | ----------------------------------------------- | --- |
| 1891/92 | I           | Bundesmeisterschaft des DFuCB                    | 02/8     | 14     | .. | .. | .. | ..     | ..        | ..     | ..                                              | |
| 1892/93 | I           | Bundesmeisterschaft des DFuCB                    | 01/11    | 10     | .. | .. | .. | 34:2   | +32       | 17:3   | …                                               | Berliner Meister |
| 1893/94 | I           | Bundesmeisterschaft des DFuCB                    | 01/6     | 09     | 08 | 0  | 01 | 19:5   | +14       | 16:2   | …                                               | Berliner Meister |
| 1894/95 | I           | Bundesmeisterschaft des DFuCB                    | 01/7     | 12     | 11 | 01 | 0  | ..     | ..        | 23:1   | …                                               | Berliner Meister |
| 1895/96 | I           | Bundesmeisterschaft des DFuCB                    | 01/8     | 14     | 13 | 0  | 01 | 38:5   | +33       | 26:2   | …                                               | Berliner Meister |
| 1896/97 | I           | Bundesmeisterschaft des DFuCB                    | 01/8     | 14     | 13 | 01 | 0  | ..     | ..        | 27:1   | …                                               | Berliner Meister |
| 1897/98 | I           | Bundesmeisterschaft des DFuCB                    | 02/10    | ..     | .. | .. | .. | ..     | ..        | ..     | …                                               | |
| 1898/99 | I           | Berliner Fußballmeisterschaft des VDB            | 02/6     | 10     | 07 | 01 | 02 | 39:14  | +25       | 15:5   | …                                               | |
| 1899/00 | I           | Berliner Fußballmeisterschaft des VDB            | 02/9     | 16     | 10 | 03 | 03 | 52:17  | +35       | 23:9   | …                                               | |
| 1900/01 | I           | Berliner Fußballmeisterschaft des VDB            | 02/7     | 12     | 08 | 01 | 03 | 36:19  | +17       | 17:7   | …                                               | |
| 1901/02 | I           | Berliner Fußballmeisterschaft des VDB – Gruppe 2 | 01/6     | 10     | 09 | 01 | 0  | 55:4   | +51       | 19:1   | …                                               | Gruppensieger & Berliner |
| 1902/03 | I           | Berliner Fußballmeisterschaft des VBB            | 02/8     | 14     | 10 | 01 | 03 | 53:18  | +35       | 21:7   | …                                               | |
| 1903/04 | I           | Berliner Fußballmeisterschaft des VBB            | 02/08    | 14     | 10 | 01 | 03 | 30:14  | +16       | 21:7   | …                                               | |
| 1904/05 | I           | Berliner Fußballmeisterschaft des VBB            | 03/8     | 14     | 09 | 0  | 05 | 64:24  | +40       | 18:10  | …                                               | |
| 1905/06 | I           | Berliner Fußballmeisterschaft des VBB            | 03/8     | 14     | 08 | 02 | 04 | 73:36  | +37       | 18:10  | …                                               | |
| 1906/07 | I           | Berliner Fußballmeisterschaft des VBB            | 01/8     | 14     | 12 | 01 | 01 | 84:22  | +62       | 25:3   | Sieger (2:0 gegen den Berliner BC 03)           | Berliner Meister / Deutscher Vizemeister 1906/07                                                                                         |
| 1907/08 | I           | Berliner Fußballmeisterschaft des VBB            | 01/8     | 14     | 12 | 0  | 02 | 68:18  | +50       | 24:4   | Sieger (4:0 gegen den BTuFC Union 1892)         | Berliner Meister / Deutscher Meister 1907/08                                                                                             |
| 1908/09 | I           | Berliner Fußballmeisterschaft des VBB            | 01/9     | 16     | 15 | 0  | 01 | 82:27  | +55       | 30:2   | Sieger (4:0 gegen den Berliner BC 03)           | Berliner Meister / Deutscher Vizemeister 1908/09                                                                                         |
| 1909/10 | I           | Berliner Fußballmeisterschaft des VBB            | 02/9     | 16     | 10 | 03 | 03 | 61:32  | +29       | 23:9   | …                                               | |
| 1910/11 | I           | Berliner Fußballmeisterschaft des VBB            | 01/9     | 16     | 13 | 03 | 0  | 58:25  | +33       | 29:3   | …                                               | Berliner Meister / Deutscher Meister 1910/11                                                                                             |
| 1911/12 | I           | 1. Klasse Berlin-Brandenburg – Gruppe A          | 01/10    | 18     | 14 | 01 | 03 | 62:28  | +34       | 29:7   | …                                               | Gruppensieger – Berliner Vize-Meister (Finalspiel verloren 4:2 gegen BFC Preußen)                                                        |
| 1912/13 | I           | 1. Klasse Berlin-Brandenburg                     | 01/10    | 18     | 14 | 01 | 03 | 62:28  | +34       | 29:7   | …                                               | Berliner Meister Teilnahme an deutscher Meisterschaft 1912/13 – Halbfinale 3:1 gegen VfB Leipzig                                         |
| 1913/14 | I           | 1. Klasse Berlin-Brandenburg                     | 04/10    | 18     | 08 | 04 | 06 | 30:24  | 0+6       | 20:16  | …                                               | |
| 1914/15 | I           | 1. Klasse Berlin-Brandenburg                     | 04/10    | 18     | 09 | 01 | 08 | 47:29  | +18       | 19:17  | …                                               | |
| 1915/16 | I           | 1. Klasse Berlin-Brandenburg                     | 01/10    | 18     | 15 | 02 | 01 | 55:16  | +39       | 32:4   | …                                               | Berliner Meister |
| 1916/17 | I           | 1. Klasse Berlin-Brandenburg                     | 03/10    | 18     | 11 | 03 | 04 | 32:21  | +11       | 25:11  | …                                               | |
| 1917/18 | I           | 1. Klasse Berlin-Brandenburg                     | 05/18    | 28     | 17 | 02 | 09 | 73:28  | +45       | 36:20  | …                                               | |
| 1918/19 | I           | 1. Liga Berlin-Brandenburg                       | 01/18    | 29     | 23 | 06 | 0  | 109:33 | +76       | 52:6   | …                                               | Berliner Meister |
| 1919/20 | I           | Verbandsliga Berlin-Brandenburg                  | 06/13    | 09     | 04 | 03 | 02 | 10:5   | 0+5       | 11:7   | …                                               | |
| 1920/21 | II          | Kreisliga Berlin-Brandenburg Staffel Südkreis    | 03/7     | 12     | 05 | 05 | 02 | 26:13  | +13       | 15:9   | …                                               | |
| 1921    | II          | Qualifikationsrunde für die Verbandsliga         | 01/5     | 08     | 07 | 01 | 0  | 27:6   | +21       | 15:1   | …                                               | Aufstieg in die Verbandsliga |
| 1921/22 | I           | Verbandsliga Berlin-Brandenburg – Gruppe B       | 02/10    | 18     | 10 | 03 | 05 | 42:27  | +15       | 23:13  | …                                               | |
| 1922/23 | I           | Verbandsliga Berlin-Brandenburg – Gruppe B       | 02/10    | 18     | 11 | 03 | 04 | 48:26  | +22       | 25:11  | …                                               | |
| 1923/24 | I           | Verbandsliga Berlin-Brandenburg – Gruppe A       | 09/10    | 18     | 06 | 02 | 10 | 22:27  | 0-5       | 14:22  | …                                               | Abstieg |
| 1924/25 | II          | Kreisliga Berlin-Brandenburg Staffel Südkreis    | …        | …      | …  | …  | …  | …      | …         | …      | …                                               | |
| 1925/26 | II          | Kreisliga Berlin-Brandenburg Staffel Südkreis    | 01/10    | 18     | 17 | 01 | 0  | 109:14 | +95       | 35:1   | Sieger (4:3 gegen Union Oberschöneweide)        | Aufstieg in die Verbandsliga |
| 1926/27 | I           | Verbandsliga Berlin-Brandenburg – Gruppe A       | 03/10    | 18     | 09 | 03 | 06 | 59:40  | +19       | 21:15  | Sieger (6:2 gegen den SV Norden-Nordwest)       | |
| 1927/28 | I           | Verbandsliga Berlin-Brandenburg – Gruppe A       | 03/10    | 18     | 11 | 01 | 06 | 61:50  | +11       | 23:13  | …                                               | |
| 1928/29 | I           | Verbandsliga Berlin-Brandenburg – Gruppe B       | 02/10    | 18     | 10 | 03 | 05 | 50:28  | +22       | 23:13  | Finalist (1:5 gegen Hertha BSC)                 | |
| 1929/30 | I           | Verbandsliga Berlin-Brandenburg – Gruppe B       | 02/10    | 18     | 12 | 04 | 02 | 52:27  | +25       | 28:8   | …                                               | |
| 1930/31 | I           | VBB Verbandsmeisterschaft – Gruppe A             | 02/10    | 18     | 12 | 03 | 03 | 56:37  | +19       | 27:9   | …                                               | |
| 1931/32 | I           | VBB Verbandsmeisterschaft – Gruppe B             | 02/10    | 18     | 11 | 05 | 02 | 67:26  | +41       | 27:9   | …                                               | |
| 1932/33 | I           | VBB Verbandsmeisterschaft – Gruppe A             | 01/10    | 18     | 13 | 04 | 01 | 57:29  | +28       | 30:6   | …                                               | Gruppensieger / Finalrunde des VBB 2/4                                                                                                   |
| 1933/34 | I           | Gauliga Berlin-Brandenburg                       | 01/12    | 22     | 15 | 03 | 04 | 65:32  | +33       | 33:11  | …                                               | Gaumeister / Teilnahme an deutscher Meisterschaft 1933/34 Gruppe A – Gruppenphase 1/4, Halbfinale ausgeschieden 2:1 gegen 1. FC Nürnberg |
| 1934/35 | I           | Gauliga Berlin-Brandenburg                       | 02/11    | 20     | 13 | 03 | 04 | 64:35  | +29       | 29:11  | …                                               | |
| 1935/36 | I           | Gauliga Berlin-Brandenburg                       | 06/10    | 18     | 08 | 03 | 07 | 36:35  | 0+1       | 19:17  | …                                               | |
| 1936/37 | I           | Gauliga Berlin-Brandenburg                       | 07/10    | 18     | 07 | 02 | 09 | 29:39  | -10       | 16:20  | …                                               | |
| 1937/38 | I           | Gauliga Berlin-Brandenburg                       | 10/10    | 18     | 03 | 05 | 10 | 28:48  | -20       | 11:25  | …                                               | Abstieg |
| 1938/39 | …           | …                                                | …        | …      | …  | …  | …  | …      | …         | …      | …                                               | |
| 1939/40 | I           | Gauliga Berlin-Brandenburg – Staffel A           | 06/6     | 10     | 04 | 0  | 06 | 20:25  | 0-5       | 08:12  | …                                               | Abstieg |
| 1940/41 | …           | …                                                | …        | …      | …  | …  | …  | …      | …         | …      | …                                               | |
| 1941    | II          | Aufstiegsrunde zur Gauliga Berlin-Brandenburg    | 03/5     | 08     | 04 | 01 | 03 | 23:17  | 0+6       | 09:7   | …                                               | |
| …       | …           | …                                                | …        | …      | …  | …  | …  | …      | …         | …      | …                                               | |
| 1944/45 | I           | Gauliga Berlin-Brandenburg                       | 11/11    | 13     | 02 | 01 | 10 | 16:47  | -31       | 05:21  | …                                               | |
| 1945/46 | I           | Stadtliga Berlin – Staffel A                     | 02/9     | 16     | 11 | 0  | 05 | 37:39  | 0-2       | 22:10  | Finalist (1:2 gegen die SG Wilmersdorf)         | |
| 1946/47 | I           | Stadtliga Berlin                                 | 12/12    | 22     | 04 | 01 | 17 | 33:80  | -47       | 09:35  | …                                               | Abstieg |
| 1947/48 | II          | Amateurliga Berlin                               | 01/11    | 20     | …  | …  | …  | 99:24  | +75       | 34:6   | …                                               | Aufstieg |
| 1948/49 | I           | Stadtliga Berlin                                 | 05/12    | 22     | 11 | 05 | 06 | 51:47  | 0+4       | 27:17  | …                                               | |
| 1949/50 | I           | Stadtliga Berlin                                 | 09/12    | 22     | 05 | 07 | 10 | 42:55  | -13       | 17:27  | …                                               | |
| 1950/51 | I           | Vertragsliga Berlin                              | 07/14    | 26     | 09 | 08 | 09 | 53:53  | 0±0       | 26:26  | …                                               | |
| 1951/52 | I           | Vertragsliga Berlin                              | 03/14    | 26     | 15 | 03 | 08 | 57:42  | +15       | 33:19  | …                                               | |
| 1952/53 | I           | Vertragsliga Berlin                              | 04/13    | 24     | 11 | 06 | 07 | 62:41  | +21       | 28:20  | Sieger (4:2 gegen den Berliner SV 92)           | |
| 1953/54 | I           | Vertragsliga Berlin                              | 07/12    | 22     | 09 | 03 | 10 | 51:42  | 0+9       | 21:23  | …                                               | |
| 1954/55 | I           | Vertragsliga Berlin                              | 01/12    | 22     | 15 | 04 | 03 | 53:20  | +33       | 34:10  | …                                               | Vertragsligameister / Teilnahme an deutscher Meisterschaft 1954/55 Gruppe 1 04/4                                                         |
| 1955/56 | I           | Vertragsliga Berlin                              | 01/12    | 22     | 13 | 03 | 06 | 60:28  | +32       | 29:15  | …                                               | Vertragsligameister / Teilnahme an deutscher Meisterschaft 1955/56 Gruppe 2 4/4                                                          |
| 1956/57 | I           | Vertragsliga Berlin                              | 04/12    | 22     | 10 | 06 | 06 | 42:36  | 0+6       | 26:18  | …                                               | |
| 1957/58 | I           | Vertragsliga Berlin                              | 02/12    | 22     | 14 | 03 | 05 | 60:22  | +38       | 31:13  | …                                               | |
| 1958/59 | I           | Vertragsliga Berlin                              | 04/12    | 03     | 16 | 08 | 09 | 61:45  | +16       | 40:26  | …                                               | |
| 1959/60 | I           | Vertragsliga Berlin                              | 07/11    | 30     | 10 | 07 | 13 | 61:51  | +10       | 07:33  | …                                               | |
| 1960/61 | I           | Vertragsliga Berlin                              | 06/10    | 27     | 07 | 09 | 11 | 32:43  | -11       | 23:31  | …                                               | |
| 1961/62 | I           | Vertragsliga Berlin                              | 09/10    | 27     | 08 | 05 | 14 | 43:59  | -16       | 21:33  | …                                               | |
| 1962/63 | I           | Vertragsliga Berlin                              | 09/10    | 27     | 06 | 06 | 15 | 39:65  | -26       | 18:36  | …                                               | Abstieg |
| 1963/64 | III         | Amateurliga Berlin                               | 01/16    | 30     | .. | .. | .. | 83:45  | +38       | 44:16  | …                                               | Aufstieg |
| 1964/65 | II          | Regionalliga Berlin                              | 09/10    | 26     | 07 | 03 | 16 | 47:69  | -22       | 17:35  | …                                               | |
| 1965/66 | II          | Regionalliga Berlin                              | 16/16    | 30     | 03 | 04 | 23 | 34:93  | −59       | 10:50  | …                                               | Abstieg |
| 1966/67 | III         | Amateurliga Berlin                               | 15/16    | 30     | .. | .. | .. | 48:66  | -18       | 22:38  | …                                               | Abstieg |
| …       | …           | …                                                | …        | …      | …  | …  | …  | …      | …         | …      | …                                               | |
| 1977/78 | III         | Oberliga Berlin                                  | 05/16    | 30     | 14 | 05 | 11 | 67:50  | +17       | 33:27  | …                                               | |
| 1978/79 | III         | Oberliga Berlin                                  | 07/16    | 30     | 14 | 05 | 11 | 50:33  | +17       | 33:27  | …                                               | |
| 1979/80 | III         | Oberliga Berlin                                  | 06/16    | 30     | 13 | 08 | 09 | 46:46  | 0±0       | 34:26  | …                                               | |
| 1980/81 | III         | Oberliga Berlin                                  | 06/16    | 30     | 08 | 14 | 08 | 46:40  | 0+6       | 30:30  | …                                               | |
| 1981/82 | III         | Oberliga Berlin                                  | 12/16    | 30     | 08 | 07 | 15 | 42:55  | −13       | 23:37  | …                                               | |
| 1982/83 | III         | Oberliga Berlin                                  | 16/16    | 30     | 02 | 05 | 23 | 27:90  | −63       | 09:51  | …                                               | Abstieg |
| 1983/84 | IV          | Landesliga Berlin                                | 16/16    | 30     | …  | …  | …  | 23:75  | −52       | 10:50  | …                                               | Abstieg |
| …       | …           | …                                                | …        | …      | …  | …  | …  | …      | …         | …      | …                                               | |
| 1990/91 | VI          | Kreisliga A Berlin – Staffel 1                   | 14/16    | 30     | 05 | 12 | 13 | 29:48  | -19       | 22:38  | …                                               | |
| 1991/92 | VI          | Kreisliga A Berlin – Staffel 4                   | 02/16    | 30     | 20 | 05 | 05 | 66:24  | +42       | 45:15  | …                                               | Aufstieg |
| 1992/93 | V           | Landesliga Berlin – Staffel 2                    | 16/16    | 30     | 04 | 07 | 19 | 41:73  | -32       | 15:45  | …                                               | Abstieg / Liga-System Umstrukturierung                                                                                                   |
| 1993/94 | VI          | Bezirksliga Berlin – Staffel 1                   | 03/15    | 28     | 16 | 07 | 05 | 66:30  | +36       | 39:17  | …                                               | Aufstieg |
| 1994/95 | VI          | Landesliga Berlin – Staffel 1                    | 12/16    | 30     | 10 | 06 | 14 | 36:56  | -20       | 26:34  | …                                               | Liga-System Umstrukturierung |
| 1995/96 | VI          | Landesliga Berlin – Staffel 2                    | 04/16    | 30     | 15 | 08 | 07 | 72:43  | +29       | 53     | …                                               | |
| 1996/97 | VI          | Landesliga Berlin – Staffel 2                    | 09/16    | 30     | 10 | 08 | 12 | 44:44  | 0         | 38     | …                                               | |
| 1997/98 | VI          | Landesliga Berlin – Staffel 2                    | 02/16    | 30     | 20 | 05 | 05 | 63:27  | +26       | 65     | Qualifikationsrunde (2:5 gegen Lichtenberg 47)  | Aufstieg |
| 1998/99 | V           | Verbandsliga Berlin                              | 08/19    | 36     | 15 | 08 | 13 | 67:65  | 0+2       | 53     | …                                               | |
| 1999/00 | V           | Verbandsliga Berlin                              | 12/21    | 40     | 15 | 08 | 17 | 55:51  | 0+4       | 53     | Achtelfinale (1:2 gegen Reinickendorfer Füchse) | |
| 2000/01 | V           | Verbandsliga Berlin                              | 14/20    | 38     | 11 | 08 | 19 | 55:79  | -24       | 41     | …                                               | |
| 2001/02 | V           | Verbandsliga Berlin                              | 17/19    | 36     | 06 | 06 | 24 | 35:94  | -59       | 24     | …                                               | Abstieg |
| 2002/03 | VI          | Landesliga Berlin – Staffel 2                    | 09/16    | 30     | 12 | 06 | 12 | 65:52  | +13       | 42     | …                                               | |
| 2003/04 | VI          | Landesliga Berlin – Staffel 1                    | 10/16    | 30     | 10 | 05 | 15 | 45:48  | 0-3       | 35     | …                                               | |
| 2004/05 | VI          | Landesliga Berlin – Staffel 2                    | 10/16    | 30     | 10 | 06 | 14 | 56:68  | -12       | 36     | …                                               | |
| 2005/06 | VI          | Landesliga Berlin – Staffel 2                    | 03/16    | 30     | 17 | 05 | 08 | 66:50  | +16       | 56     | …                                               | Aufstieg |
| 2006/07 | V           | Verbandsliga Berlin                              | 14/18    | 34     | 08 | 11 | 15 | 31:48  | -17       | 35     | …                                               | |
| 2007/08 | V           | Verbandsliga Berlin                              | 08/18    | 34     | 17 | 03 | 14 | 64:65  | 0-1       | 54     | …                                               | |
| 2008/09 | VI          | Berlin-Liga                                      | 09/18    | 34     | 12 | 11 | 11 | 53:56  | 0-3       | 47     | Runde 3 (3:5 gegen Köpenicker SC)               | Liga-System Umstrukturierung |
| 2009/10 | VI          | Berlin-Liga                                      | 02/19    | 36     | 23 | 06 | 07 | 98:42  | +56       | 75     | Halbfinale (4:5 gegen BFC Dynamo)               | |
| 2010/11 | VI          | Berlin-Liga                                      | 01/18    | 34     | 27 | 05 | 02 | 103:26 | +77       | 86     | Runde 3 (5:7 gegen Nordberliner SC)             | Aufstieg |
| 2011/12 | V           | Oberliga Nord Nordost                            | 07/15    | 28     | 12 | 07 | 09 | 54:35  | +19       | 43     | Achtelfinale (0:1 gegen LFC Berlin)             | |
| 2012/13 | V           | Oberliga Nord Nordost                            | 01/16    | 30     | 19 | 09 | 02 | 57:20  | +27       | 66     | Halbfinale (5:7 gegen BFC Dynamo)               | Aufstieg – letzte Saison vor der Fusion                                                                                                  |

## Cricket
Die Entwicklung der Cricketabteilung kann heute speziell im Herrenbereich nicht mehr an alte Erfolge anknüpfen, spielt aber immer noch eine wichtige Rolle bei Viktoria. 2003 wurde der Verein letztmals Berliner Meister, schied 2005 im Halbfinale um die Berliner Meisterschaft aus und verlor 2006 im Finale. Der Verein spielt in der 1. Bundesliga, hat 2005 die erste deutsche Damenmannschaft im Cricket aufgestellt und als erster deutscher Verein in der Saison 2006 eine weitere Herrenmannschaft in der 2. Bundesliga etabliert.
Vorsitzender ist seit einigen Jahren der Rechtsanwalt Sven Leistikow, der auch selbst Cricket spielt und in einer Anwälte-Mannschaft für Deutschland 2006 in einem einzigen Spiel gegen eine englische RA-Auswahl (inoffizieller) Cricket-Weltmeister wurde. Sven Leistikow war bis Februar 2008 auch Vorsitzender des gesamten Vereins BFC Viktoria 89.

### Erfolge
- Deutscher Cricketmeister (Herren): 1896–1899, 1909, 1914–1916, 1918, 1921–1923, 1925, 1952–1959
- Deutscher Cricketmeister (Damen): 2006